# Конвой «Сармі № 7»
Конвой «Сармі № 7» — японський конвой часів Другої світової війни, проведення якого відбувалось у січні 1944-го.
Вихідним пунктом конвою став Палау — важливий транспортний хаб на заході Каролінських островів, тоді як метою операції було постачання баз на північному узбережжі Нової Гвінеї в Сармі (на захід від порту Голландія — сучасної Джаяпури), Голландії та Веваку (тут перебував головний японський гарнізон на острові).
До складу конвою увійшли транспорти «Кою-Мару» (Koyu Maru), «Бразіл-Мару», «Широганесан-Мару» (Shiroganesan Maru), «Канкьо-Мару» (Kankyo Maru) та «Муцуйо-Мару» (Mutsuyo Maru), тоді як охорону забезпечували мисливець за підводними човнами CH-35 та допоміжний мисливець за підводними човнами CHa-61.
Загін вийшов з порту 11 січня 1944-го. 14 січня він розділився й «Кою-Мару» та «Бразіл-Мару» попрямували до Сармі, а 15 січня відокремилось «Широганесан-Мару», для якого пунктом призначення став порт Голландія.
16 січня інші кораблі конвою в супроводі CH-35 досягнули Веваку, де швидко розвантажились та 17—24 січня здійснили зворотний перехід до Палау.